# Agnes Atim Apea
Agnes Atim Apea é uma empresária social ugandense e fundadora da Hope Development Initiative. Ela foi nomeada para o programa 100 Women da BBC em 2017.

## Carreira
Agnes Atim Apea é presidente da Comissão de Finanças do Governo Local e também é fundadora e diretora executiva da Hope Development Initiative, que promove a indústria de cultivo de arroz para mulheres agricultoras em várias áreas de Uganda. Isso levou ao seu apelido de "Mama Rice". A sua organização organizou cooperativas agrícolas em Uganda e impulsionou para conseguir uma parcela significativa da participação de mercado. Além do arroz, as cooperativas também trabalham com sementes usadas para fabricar óleo vegetal e produtos de mandioca.
Em 2017, ela foi nomeada para o programa 100 Women da BBC, uma lista das mulheres mais influentes do mundo. Apea descobriu enquanto participava da 7ª Cúpula do Comércio de Grãos Africanos na Tanzânia, dizendo que ela fez a lista porque promoveu a justiça social e ensinou mulheres jovens.

### Educação
Ela é doutora em Filosofia (PhD) em Desenvolvimento Internacional pela Universidade de Reading, e possui um mestrado pela Universidade de Mártires de Uganda em Estudos de Desenvolvimento.